# Озеро (Луцький район)
О́зеро — село в Україні, у Луцькому районі Волинської області. Входить до складу Ківерцівської міської громади. Населення становить 690 осіб.

## Історія
Перша згадка про село Озеро датується 1577 роком[джерело?]. Тоді воно мало назву Воля Озерська (за всю історію назва кілька разів змінювалася: Єзьорко, Єзьори, Озерці). За переписом кінця XIX ст. тут нараховувалося «44 доми і 234 жителі». У 1892 році священик Лихницький провів у місцевій церкві обряд хрещення майбутнього видатного академіка Михайла Пилиповича Кравчука. В ті часи село Озеро належало до Тростянецької волості Луцького повіту.
Декілька років володарював тут поміщик Микола Михайлович Деханов, який привласнив 1208 десятин кращих земель, гірші залишивши бідному селянству. Земельний наділ мав і царський офіцер (штабс-капітан) Дмитро Мальцев (його дружина Олександра Михайлівна Мальцева володіла наділами в Озері (173 десятини) та Тростянці (116 десятин) (станом на 1913 р.)), котрий прибув сюди із Петербурга до початку революції 1905 р.
Варто також зазначити, що наділ (1431) тут мала і Шендзиковська Марія-Регіна Флорентинівна.
За переказами озерян, на село кілька разів нападали татарські орди, від яких місцеві жителі боронились у кам'яному замку, оточеному ровом. Замок був розташований на найвищому пагорбі села на східному березі озера. До наших днів збереглися підземні ходи, які пронизують товщу пагорба і стіни яких викладені старовинною цеглою, схожою на ту, з якої побудований Луцький замок. Старожили розповідають, що ці ходи ведуть на відстань більш ніж 25 кілометрів під стіни древнього Луцька. Можливо, це вимисел. Але факт лишається фактом: ходи мають протяжність щонайменше кількасот метрів та висоту, достатню для вільного пересування дорослої людини. І до сьогодні вони залишаються недослідженими.
Древні підземелля стали в пригоді озерянам під час навали ще одних орд, цього разу нацистських. В червні 1941 року один з німецьких пілотів, пролітаючи над Озером, побачив біля млина скупчення возів і, очевидно, прийнявши їх за підрозділ Червоної Армії, заходився бомбардувати село. Багато людей тоді було поранено, деякі загинули. Проте більшість селян встигли сховатись і перечекати небезпеку у давніх кам'яних ходах, які вмістили тоді більше сотні чоловік.
Залишається нерозгаданою і таємниця озера. З нього не витікає і в нього не впадає жодна річечка, проте воно ніколи не змінює свого рівня і завжди є чистим. Рідко де можна зустріти і сріблясті верби, якими обсаджені його береги. (Див. також Озеро (пам'ятка природи)).
Досить цікаво історію села і історію великого трагічного кохання описав в повісті «Уляна» класик польської літератури XIX століття Юзеф Крашевський.
У 2018 —  2020 рр. у складі Тростянецької сільської громади (Волинська область).
19 липня 2020 року, в результаті адміністративно-територіальної реформи та ліквідації Ківерцівського району, село увійшло до складу Луцького району.

### Колишні назви села та його адміністративно-територіальні приналежності
| Адміністративно-територіальні приналежності села | Адміністративно-територіальні приналежності села                                        | Адміністративно-територіальні приналежності села | Адміністративно-територіальні приналежності села |
| Назва села                                       | Адміністративно-територіальна приналежність                                             | Період                                           | Посилання                                        |
| ------------------------------------------------ | --------------------------------------------------------------------------------------- | ------------------------------------------------ | ------------------------------------------------ |
| Озеро                                            | Луцький повіт, Волинська губернія, Російська імперія                                    | 1795-?                                           |                                                  |
| Озеро                                            | Луцький повіт, Волинська губернія, Російська імперія                                    | ?-1917                                           |                                                  |
| Озеро                                            | ґміна Тростянець, Луцький повіт, Волинське воєводство, Польська Республіка              | 1921-1939                                        |                                                  |
| Озеро                                            | Киверцівський район, Волинська область, УРСР                                            | 1939-1941                                        |                                                  |
| Озеро                                            | район Ківерці, Луцький ґебіт, Генеральна округа Волинь-Поділля, Райхскомісаріат Україна | 1942-1944                                        |                                                  |
| Озеро                                            | Ківерцівський район, Волинська область, Україна                                         | ?-2020                                           | [ 3 ]                                            |
| Озеро                                            | Луцький район, Волинська область, Україна                                               | 2020 - н.ч.                                      | [ 2 ]                                            |

## Населення
Згідно з переписом УРСР 1989 року чисельність наявного населення села становила 736 осіб, з яких 350 чоловіків та 386 жінок.
За переписом населення України 2001 року в селі мешкало 676 осіб.

### Мова
Розподіл населення за рідною мовою за даними перепису 2001 року:
| Мова       | Відсоток |
| ---------- | -------- |
| українська | 98,12 %  |
| російська  | 1,16 %   |
| циганська  | 0,43 %   |
| білоруська | 0,29 %   |

## Інфраструктура

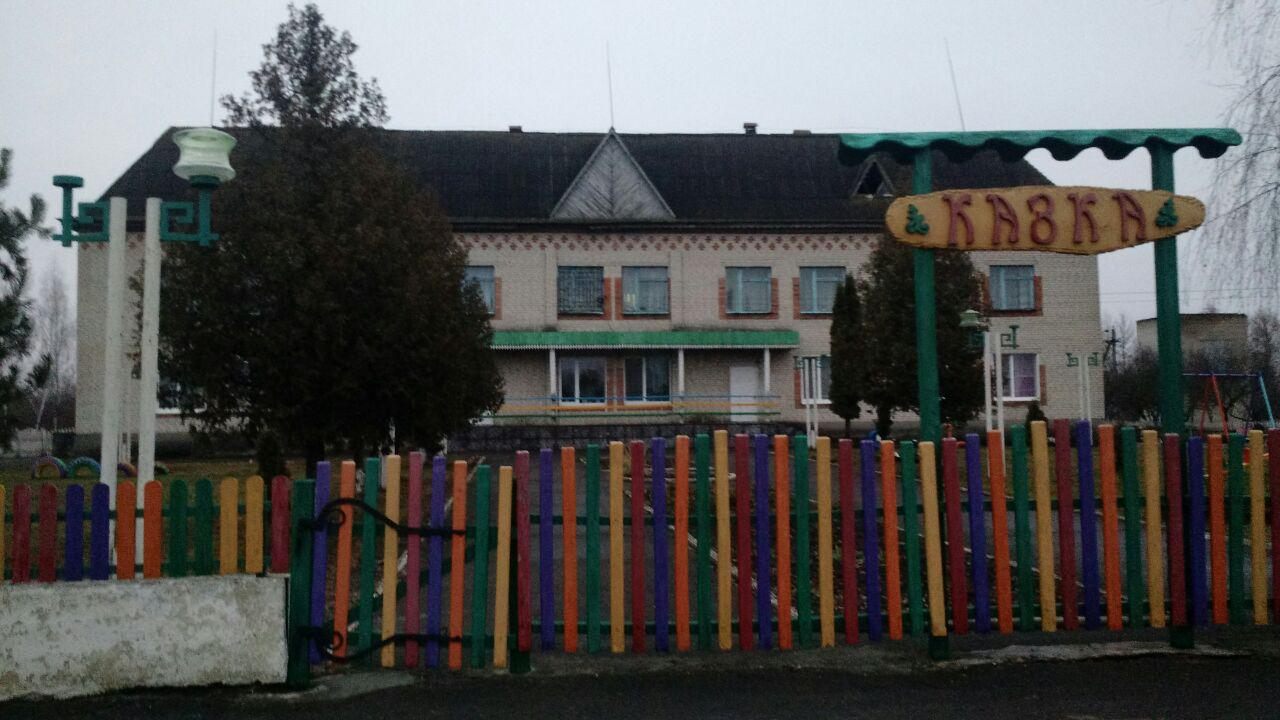
Озерський дошкільний навчальний заклад «Казка»

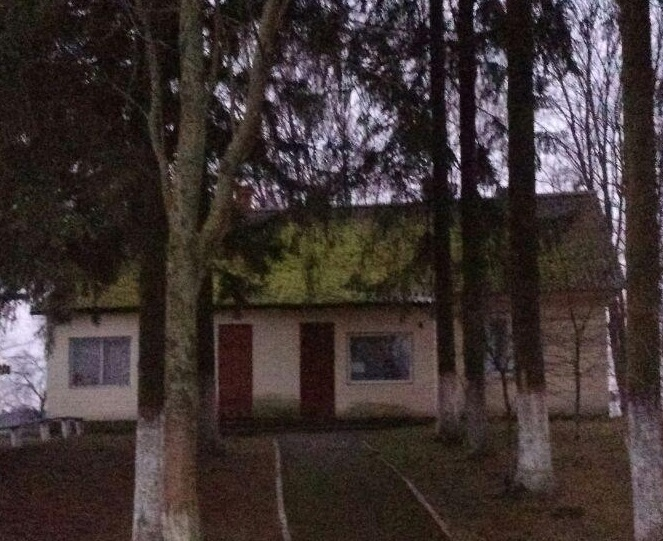
Фельдшерсько-акушерський пункт

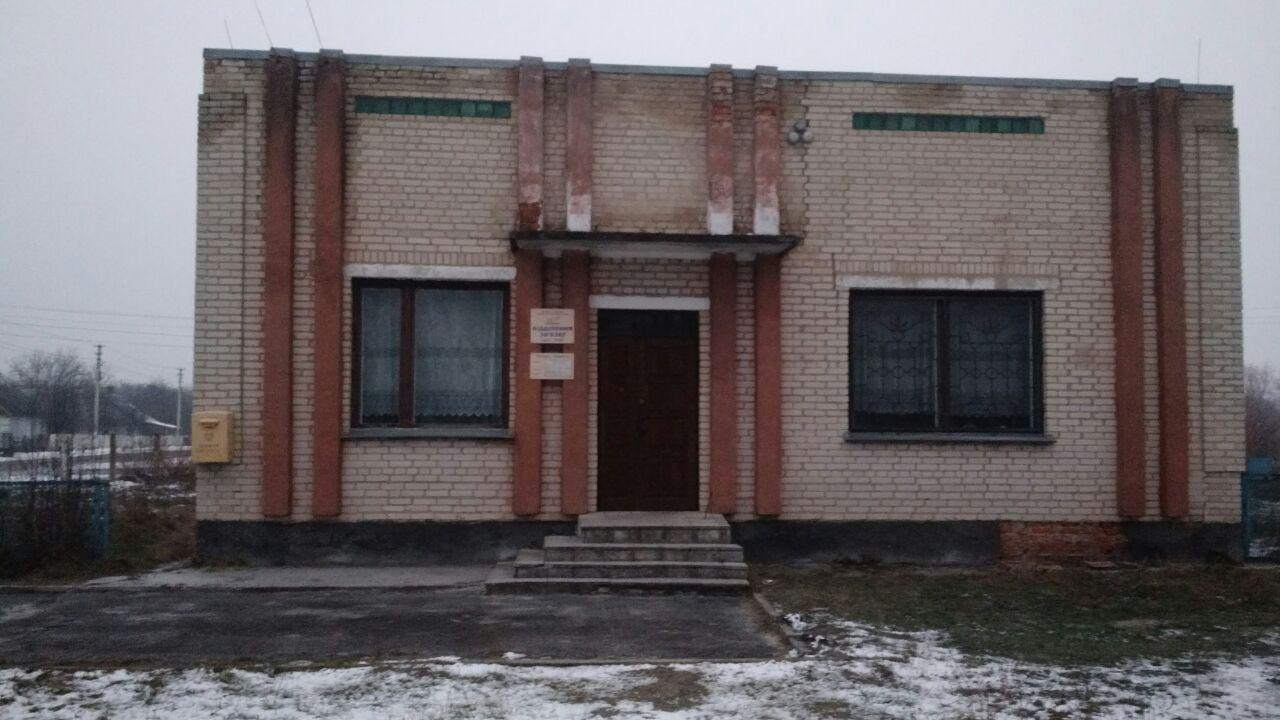
Будівля відділення поштового зв'язку Укрпошти

### Будинок культури
У 1972 році в селі Озеро побудовано будинок культури, першим директором якого став Міщук Олександр. Нині у його глядацькому залі є 240 посадкових місць, а його площа зі сценою складає 286 м.кв..

### Свято-Покровський храм

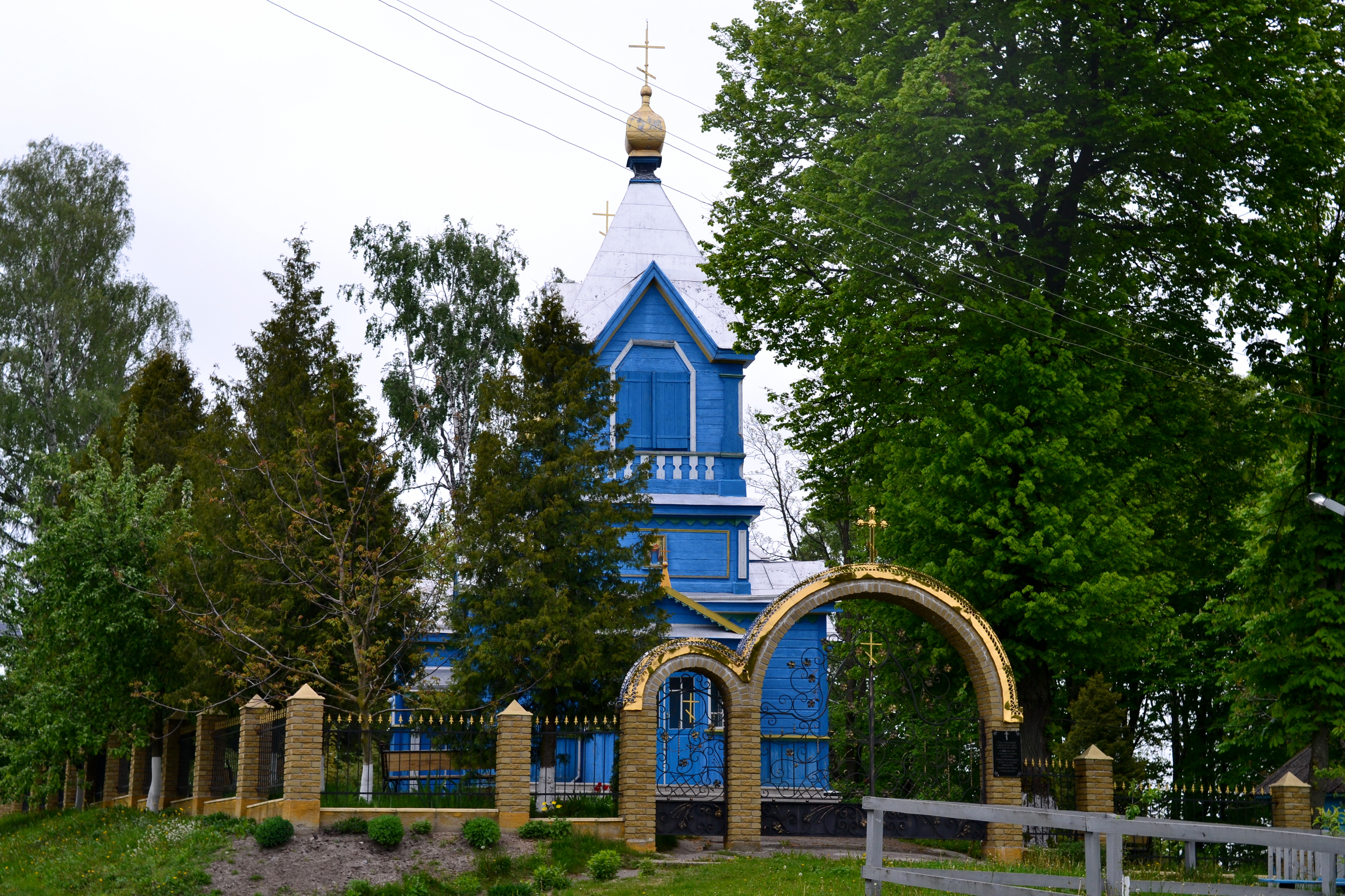
Свято-Покровський храм

Цей храм було побудовано в 1898 році на місці церкви Святої великомучениці Параскеви, що згоріла. До 8 травня 2022 року Свято-Покровський храм був храмом Української православної церкви Київського патріархату.

### Кладовище

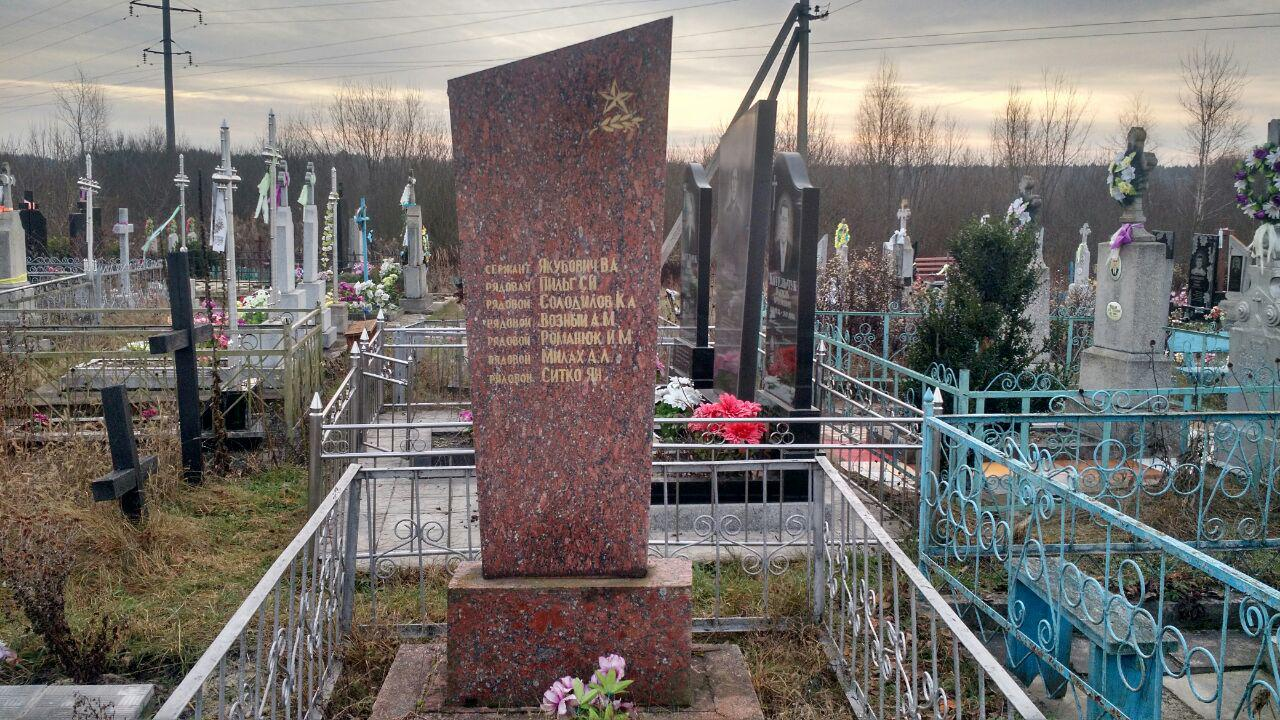
Братська могила на кладовищі. Надгробок встановлено в 1975 році.

На місцевому кладовищі є Братська могила радянських солдатів, що загинули в 1944 році.
Перелік похованих, який вказано на надгробку:

сержант Якубович В.А.

рядовая Пильг С.И.

рядовой Солодилов К.А.

рядовой Возный А.М.

рядовой Романюк И.М.

рядовой Милах А.Л.

рядовой Ситко Я.Н.

### Озерський ліцей
У 1989 році в с.Озеро відкрили нову школу. В 2022 році Озерську загальноосвітню школу І-ІІІ ступенів було перейменовано в Озерський ліцей. Нині навчається 202 учні, працює 25 педагогів.
Сайт Озерського ліцею

## Відомі люди

### Деханов Микола Михайлович
ДЕХАНОВЪ, Никл. Мих. Екатеринослав. г., Александровск. у., при дер. Миргородовкѣ, 504 д. Чрез имѣніе протекаетъ р. Соленая. Отъ губ. г. 80 в., уѣзди. 40 в., ⊛ «Словгородъ», Кур.-Хар.-Сев. ж. д., 20 в.
— — — Волынск. г., Луцк. у., с. Озеро, 1,153 д. Отъ уѣзди. 120 в. ✉ м. Бережница Тлгр. ⊛ Домбровица.
Станом на 1913 р., земельний наділ, площею 1208 ½ десятин, у межах села мав генерал-майор Деханов Микола Михайлович (староцерк.-слов. Дехановъ Николай Михайловичъ).

### Мальцеви

#### Мальцева (Хрістич) Олександра Михайлівна
Олександра Михайлівна належала до сім'ї Хрістичів, що володіла багатьма землями на Волині, а також у власності Хрістичів було багато земель навкруг Луцька. Хрістич Олександра Михайлівна вийшла заміж за офіцера Мальцева Олексія, що був родом з Сибіру з села Мальцево. Олексій Мальцев помер досить молодим.
У Олександри та Олексія Мальцевих було двоє дітей: Нассонова (Мальцева) Наталія Олексіївна та Дмитрій Олексійович Мальцев.
Станом на 1913 р., земельний наділ, площею 173 1/4 десятини, у межах села мала дружина штабскапітана Мальцева Олександра Михайлівна (староцерк.-слов. Мальцева Александра Михайловна).
МАЛЬЦЕВА, Алдра Мих. Волынск. г., Луцк. у., с. Озеро, 1,034 д. Отъ уѣздн. г. 20 в. ✉ Тлгр. Колки, ⊛ «Киверцы».

#### Мальцев Дмитрій Олексійович
Дмитрій Олексійович Мальцев після завершення навчання в Луцькій гімназії, що була побудована за кошти Хрістичів, вступив у Політехнічний інститут у Москві. Після завершення навчання в інституті, Дмитрій Олексійович влаштувався на посаду інженера-технолога на пороховий завод під Москвою. Мальцев Д.О. одружився з Каплуновою Зінаїдою Гаврилівною. У них було троє синів: Сергій, Юрій та Ілля. Помер Дмитрій Олексійович у 1940 р.

#### Мальцева (Каплунова) Зінаїда Гаврилівна
Мальцева (Каплунова) Зінаїда Гаврилівна (нар. 1895 — пом. 1967) була дочкою генерала Головного штабу Російської імператорської армії Г. Каплунова. Зінаїда Гаврилівна спілкувалася кількома мовами: англійською, французькою, німецькою, іспанською, польською тощо. .

#### Нассонова (Мальцева) Наталія Олексіївна
Наталія Олексіївна навчалася також у Луцькій гімназії й була одружена з офіцером Нассоновим.

### Шендзиковська Марія-Регіна Флорентинівна
Станом на 1913 р., земельний наділ, площею 1431 десятина, у межах села мала Марія-Регіна Флорентинівна Шендзиковська (староцерк.-слов. Шендзиковская Марія-Регина Флорентиновна), що належала до давнього польського роду Шендзиковських, який у 1849 році було включено до I частини Дворянської Родовідної Книги Мінської губернії.